# Эннесли, Артур, 5-й граф Англси
Артур Эннесли, 5-й граф Англси (англ. Arthur Annesley, 5th Earl of Anglesey; ок. 1678 — 31 марта 1737) — англо-ирландский пэр и политик.

## Происхождение и образование
Третий сын Джеймса Эннесли, 2-го графа Англси (1645—1690), и его жены Элизабет Мэннерс (? — 1700), дочери Джона Меннерса, 8-го графа Ратленда. Он был назначен джентльменом Тайной палаты Вильгельма III в 1689 году и начал обучение в Итонском колледже около 1693 года. Он получил степень магистра в колледже Магдалины в Кембридже в 1699 году. В 1724 году он пожертвовал 200 фунтов стерлингов колледжу Магдалины на учреждение должности библиотекаря в библиотеке Пипса.

## Политическая жизнь
Артур Эннесли заседал в Палате общин Англии от Кембриджского университета (1702—1707) и в Палате общин Великобритании от Кембриджского университета (1707—1710). В 1703 году он был избран от Нью-Росса, расположенного недалеко от его семейного поместья в графстве Уэксфорд, в Ирландской палате общин, и занимал это место до 1710 года.
18 сентября 1710 года после смерти своего старшего брата, Джона Эннесли, 4-го графа Англси (1676—1710), не оставившего после себя мужского потомства, Артур Эннесли унаследовал титулы 5-го графа Англси в Уэльсе (Пэрство Англии), 5-го барона Эннесли из Ньюпорт-Пагнела в Бакингемшире (Баронетство Англии), 6-го виконта Валентия в графстве Керри (Пэрство Ирландии), 6-го барона Маунтнорриса из Маунтнорриса в графстве Арма (Пэрство Ирландии) и 6-го баронета Эннесли из Маунтнорриса в графстве Арма (Баронетство Ирландии).
Член Тайного совета Великобритании с 1710 года и Тайного совета Ирландии с 1711 года .
В 1710—1716 годах — вице-казначей и генеральный казначей в Ирландии, но в 1711 году, проведя некоторое время в Ирландии, он вознамерился сменить герцога Ормонда на посту вице-короля Ирландии. Когда герцог Шрусбери сменил герцога Ормонда, он выступил против парламентского подтверждения торгового договора с Францией и подорвал Шрусбери в Ирландии.
В июле 1714 года ему было поручено реорганизовать ирландскую армию. Однако после смерти королевы Анны в августе он занял место в регентской комиссии короля Георга I до его прибытия из Ганновера. После публикации планов сокращения ирландской армии он потерял свою должность при дворе к 1715 году, а в 1716 году был отстранен от должности, публично заявлено, что сделал это добровольно.
Он занимал должность главного стюарда Кембриджского университета с 1722 по 1737 год.
После смерти Георга I в 1727 году граф Англси призвал ирландских тори явиться ко двору, однако его назначение губернатором графства Уэксфорд стало одним из немногих достижений.
6 января 1702 года он женился на своей кузине Мэри Томпсон (? — 22 января 1719), третьей дочери Джона Томпсона, 1-го барона Хавершема, и Фрэнсис, дочери Артура Эннесли, 1-го графа Англси.
Граф Англси скончался от подагры 31 марта 1737 года в Фарнборо, Хэмпшир, где и был похоронен. У него и его жены не было детей, и его преемником в качестве 6-го графа Англси стал его кузен Ричард Эннесли, 5-й барон Элтем.